# Andrii Stadnik
Andrii Stadnik (n. 15 aprilie 1982, Vinkivți, Raionul Hmelnîțkîi, Hmelnîțkîi, RSS Ucraineană, URSS) este un luptător ce a reprezentat Ucraina, medaliat olimpic. A participat la o ediție a Jocurilor Olimpice (2008) în care a câștigat o medalie de argint.

## Participări
Lista de mai jos prezintă principalele competiții la care a participat Andrii Stadnik de-a lungul carierei.
- wrestling at the 2008 Summer Olympics – men's freestyle 66 kg[*]